# Федеральный закон № 59 (О хостелах)
Федеральный закон от 15 апреля 2019 г. N 59-ФЗ «О внесении изменений в статью 17 Жилищного кодекса Российской Федерации» — нормативный акт, определяющий (по факту ужесточающий) правила размещения гостиниц (хостелов) в многоквартирных домах. Закон вступил в силу 1 октября 2019 года.

## Основные положения закона
Главное содержание закона — запрет на организацию мини-гостиниц (хостелов) в жилых квартирах. В части 3 статьи 17 Жилищного кодекса РФ слова "Не допускается размещение в жилых помещениях промышленных производств, " дополняются словом «гостиниц». Также сюда добавляется предложение «Жилое помещение в многоквартирном доме не может использоваться для предоставления гостиничных услуг.».
Таким образом для организации хостела в квартире многоквартирного дома необходимо 1.) перевести квартиру из жилого фонда в нежилой, 2.) обеспечить хостел отдельным входом. 21 мая 2019 года Дума предложила ещё сильнее ужесточить законодательство в части перевода жилого помещения в нежилое в многоквартирном доме. В третьем чтении был одобрен законопроект № 542922-7, который предусматривает при подобном переводе необходимость соответствующего решения общего собрания собственников в многоквартирном доме, а также письменное согласие всех владельцев примыкающих к переводимому помещению квартир. При этом непосредственно на сайте Госдумы эти новации напрямую увязываются с нормами, предусмотренными законом № 59-ФЗ.

## Предыстория закона
Законопроект, содержащий регулирующие нормы для работы хостелов, начал обсуждаться с 2014 года. Депутат Думы Галина Хованская («Справедливая Россия») предлагала ввести полный запрет на хостелы в жилых домах, а Госдума приняла его в первом чтении. Отметим, что Хованская — одна из инициаторов нынешнего закона. Аргументация против хостелов озвучивалась неоднократно: прежде всего, это неудобства для остальных жильцов дома, а также вопросы безопасности и склонность владельцев мини-гостиниц максимально уходить от налогов.
Законопроект встретил серьёзное сопротивление туристического бизнес-сообщества (в Санкт-Петербурге в 2016 году даже был организован митинг) и работа над ним ощутимо затянулась. Лишь в апреле 2018 года правительство передало свои поправки в Думу, а дальнейшее развитие событий растянулось на год (вместо предполагаемого полугода).

## Принятие закона
В марте 2019 года Госдума одобрила законопроект во втором и третьем чтениях, однако спустя неделю его неожиданно отклонил Совет Федерации с мотивировкой, что он не дает предпринимателям времени на реорганизацию бизнеса. СМИ обратили внимание на то, что накануне заседания верхней палаты парламента закон его подверг критике врио губернатора Петербурга Александр Беглов, обратившийся к Валентине Матвиенко и предложивший отложить дату вступления нового закона в силу. В Госдуме даже заявили о готовности преодолеть вето Совфеда, однако в дальнейшем был достигнут компромисс (дата вступления закона в силу была перенесена на окончание сезона отпусков) и в апреле проект был оперативно согласован обеими палатами российского парламента. Спустя ещё несколько дней закон подписал глава государства.

## Критика
С критикой законопроекта в марте выступил бизнес-омбудсмен РФ Борис Титов. «В законе компромиссное решение пока не было найдено, это привело к закрытию малых гостиниц в жилом секторе, что, наверно, не выгодно для страны», — заявил он на пресс-конференции в МИЦ «Известия». В то же время Титов отметил, что при работе над законопроектом Госдума учла позицию бизнеса, смягчив наиболее жесткие формулировки.

## Реакция в курортных регионах
Глава Республики Крым Сергей Аксенов в интервью «Известиям» заявил, что закон «не окажет негативного влияния на экономические результаты предстоящего туристического сезона». По его мнению, это связано со спецификой курортов республики, а также количественным соотношением гостиниц и хостелов. «Большинство хостелов в Крыму — а их всего несколько десятков — размещены в нежилых помещениях», сообщил Аксенов, приведя для сравнения показатели по квартирам и комнатам (18 тыс.) и недорогим гостевым домам (4.5 тыс.).
Мэр Сочи Анатолий Пахомов высказался более обтекаемо: «Как мэр города, где люди сдают в аренду свои квартиры, я, конечно, заинтересован, чтобы люди зарабатывали — ведь чем богаче наши жители, тем меньше проблем у меня как главы города. Если они мешают — надо их закрывать, а если они не мешают совершенно? Здесь пока двояко, и я предлагаю не спешить, а разобраться и сделать так, чтобы от хостелов была польза». При этом Пахомов призвал ввести для владельцев подобных хостелов нормы налогообложения, принятые для самозанятых.